# 1118 Hanskya
1118 Hanskya је астероид. Приближан пречник астероида је 77,20 ,
а средња удаљеност астероида од Сунца износи 3,210 астрономских јединица (АЈ).
Инклинација (нагиб) орбите у односу на раван еклиптике је 13,990 степени, а орбитални период износи 2101,449 дана (5,753 година). Ексцентрицитет орбите астероида износи 0,049.
Апсолутна магнитуда астероида износи 9,50 а геометријски албедо 0,047.
Астероид је откривен 29. августа 1927. године.